# Kino „Malta”
Kino „Malta” – kino w Poznaniu.
Kino powstało na poznańskiej Śródce w budynku zbudowanego w 1927 roku Domu Katolickiego przy ul. Filipińskiej 5, nielegalnie przekształconego przez władze komunistyczne na Robotniczy Domu Kultury i Oświaty. Kino rozpoczęło działalność w 1958 roku. Szukano wówczas miejsca, które bez większych adaptacji mogłoby się stać salą kinową. Kino to miało zaspokajać potrzeby kulturalne prawobrzeżnego Poznania. Szczyt swojej popularności miało w latach 70 i 80 XX wieku, kiedy to w wyniku współpracy ze studentami Politechniki Poznańskiej przygotowywane seanse pozwalały na wypełnienie sal po brzegi. Stara lokalizacja przez wiele lat wytworzyła swoisty mikroklimat rynku Śródeckiego.
Działalność na Śródce zakończyła się 21 maja 2010. Powodem zamknięcia kina było odzyskanie budynku przez legalnego właściciela, którym jest Kuria Metropolitalna w Poznaniu i adaptacja go na potrzeby Katedralnej Szkoły Chóralnej. Od 16 października 2011 roku kino działa przy ulicy Rybaki 6a w centrum Poznania. Zmieniono również nazwę na Charlie&Monroe Kino Malta. Kino w nowej lokalizacji ma dwie sale, które łącznie mogą pomieścić 78 osób.
Kino należy do Sieci Kin Studyjnych.
Śródecki budynek kina został ukazany w filmie Czas surferów (2005).